# Felix Adler (Philosoph)

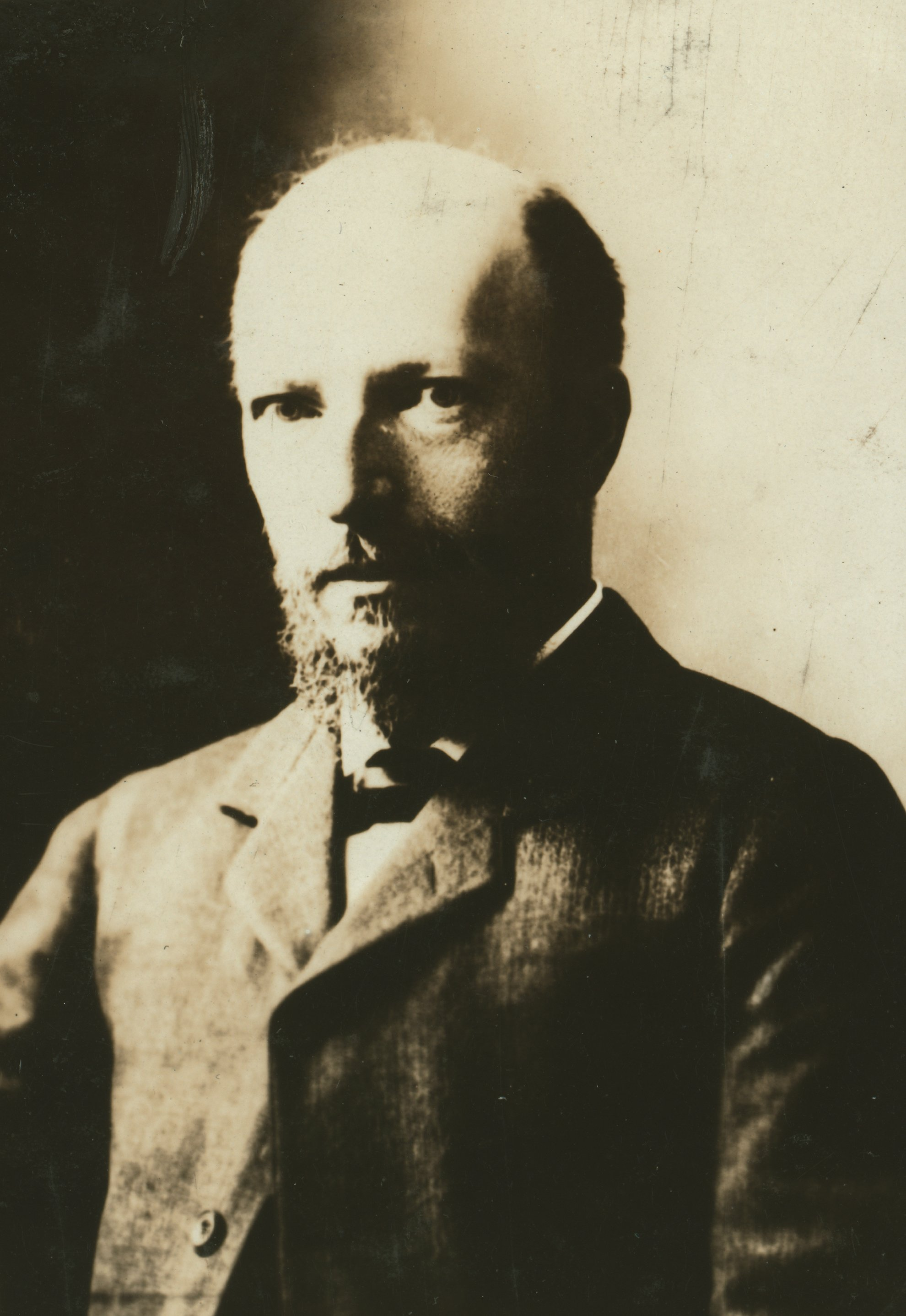
Felix Adler, ca. 1913

Felix Adler (* 13. August 1851 in Alzey; † 24. April 1933 in New York) war ein deutschamerikanischer Philosoph. Er war Professor für hebräische und orientalische Literatur an der Cornell University in Ithaca, NY.

## Leben

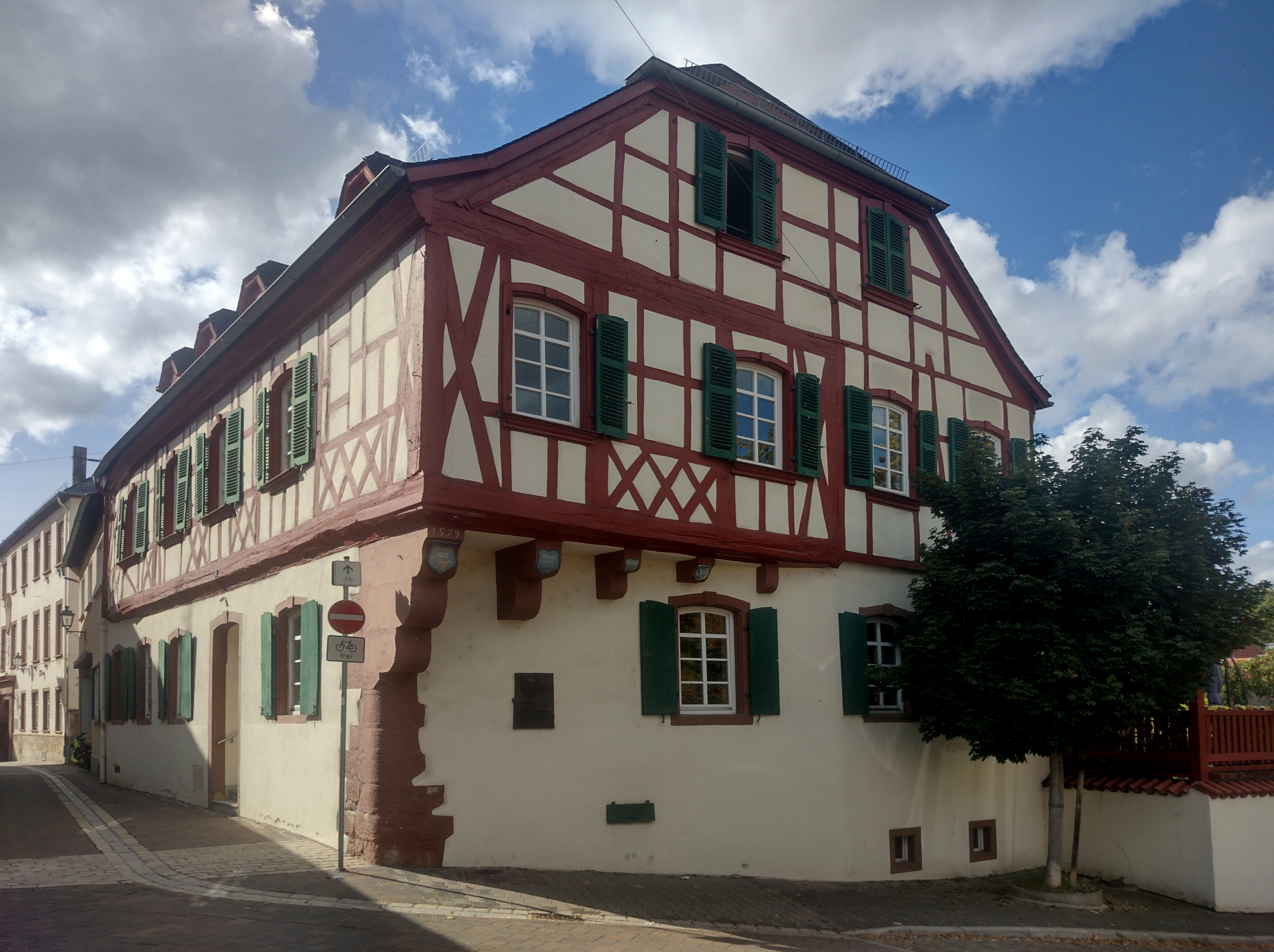
Geburtshaus Adlers in Alzey

Er wurde als Sohn des Alzeyer Rabbiners Samuel Adler geboren, der 1857 mit ihm nach Amerika auswanderte, da sein Vater zum Oberrabbiner des Temple Emanu-El in New York City berufen wurde. Felix Adler studierte an der Columbia University, kehrte nach Deutschland zurück und promovierte an der Ruprecht-Karls-Universität Heidelberg. 1874 ging er wieder in die USA, wo er für zwei Jahre als Professor für hebräische und orientalische Literatur an der Cornell University tätig war.
1876 gründete Adler in New York die für einen säkularen Humanismus eintretende „Society for Ethical Culture“, deren moralischer und geistiger Führer er bis zu seinem Tod blieb. Adler fand Anhänger für seine Ideen zunächst in vielen Staaten der USA, bald aber auch in einigen europäischen Staaten. Ein wichtiger Vertreter dieser Anschauungen im deutschen Sprachraum war der im Anschluss an Ludwig Feuerbach wirkende Wiener Philosophieprofessor Friedrich Jodl als Mitbegründer und Vorstand der „Deutschen Gesellschaft für Ethische Kultur“. Das Bestreben dieser Gesellschaften wird als ethische Bewegung bezeichnet.
Von 1902 bis 1918 war Adler Professor für „Politische und Soziale Ethik“ an der Columbia University. Er war auch Gründer von The Ethical Record (1888) und The International Journal of Ethics (1890), rief 1900 den New York Philosophy Club ins Leben und war ab 1928 bis zu seinem Tod Präsident der American Philosophical Association.

## Werke (Auswahl)
- Creed and deed. A series of discourses. New York 1877 (Reprint 1972).
- Der Moralunterricht der Kinder. Dümmler, Berlin 1894.
- Life and destiny. Phillips, New York 1903.
- The religion of duty. Phillips, New York 1905.
- (als Mitautor): Child labor and social progress. American Academy, Philadelphia 1908.
- The world crisis and its meaning. Appleton, New York 1915.
- An ethical philosophy of life. Appleton, New York 1923.
- The reconstruction of the spiritual ideal. Appleton, New York 1924.
- Ethische Lebensphilosophie. Reinhardt, München 1926.

Festschrift
- Horace James Bridges (Hrsg.): Aspects of ethical religion. Essays in honor of Felix Adler. American Ethical Union, New York 1926.